# Polythore aurora
Polythore aurora – gatunek ważki z rodziny Polythoridae. Występuje w Ameryce Południowej – w lasach Amazonii na terenie Brazylii, Ekwadoru i Peru.